# آسمان‌خراش جهنمی
آسمان‌خراش جهنمی (به انگلیسی: The Towering Inferno) یک فیلم آمریکایی در ژانر اکشن و درام است که در سال ۱۹۷۴ ساخته شده‌است.

## موضوع فیلم
در سان فرانسیسکو بلندترین ساختمان دنیا با صد و سی و هشت طبقه — که سیم‌کشی آن نقصان دارد — در مراسم افتتاحیهٔ آن، بر اثر اتصال برق آتش می‌گیرد و تیم‌ها و ایستگاه‌های آتش‌نشانی وارد عملیات می‌شوند و استیو مک‌کوئین در نقش رئیس آتش‌نشانی است و…